# Broeders Xaverianen
De katholieke congregatie van de Broeders Xaverianen (Latijn: Congregatio Fratum Xaverianorum)  (C.F.X.) werd in 1839 te Brugge opgericht door de Nederlander Theodoor Jacobus Rijken (1797-1871). Ter onderscheiding van de Broeders van Liefde raakten de Broeders Xaverianen in de volksmond ook wel Frères genoemd.
De congregatie houdt zich bezig met de christelijke opvoeding van jonge mensen. In Brugge ontstond uit hun congregatie kort na hun oprichting de school Sint-Franciscus-Xaveriusinstituut. Daarna groeide de groep uit, en ging ook buiten Brugge pedagogische taken vervullen.
De congregatie is actief in België, Colombia, de Verenigde Staten, de Democratische Republiek Congo, Engeland, Haïti, Kenia, Litouwen en Soedan. In België zijn er vestigingen in Brugge (provincialiaat) en Knokke-Heist.

## Scholen van de Xaverianen
| St. John's High School                | Shrewsbury, Massachusetts |
| St. Xavier High School                | Louisville, Kentucky      |
| Malden Catholic High School           | Malden, Massachusetts     |
| Xaverian Brothers High School         | Westwood, Massachusetts   |
| St. Mary's Ryken High School          | Leonardtown, Maryland     |
| Xavier High School                    | Middletown, Connecticut   |
| Sint-Franciscus-Xaveriusinstituut     | Brugge, België            |
| St. John's Preparatory School         | Danvers, Massachusetts    |
| Xaverian College                      | Manchester, Engeland      |
| St. Francis Xavier Sixth Form College | Londen, Engeland          |
| Sint-Bernardusinstituut               | Knokke, België            |
| Mount Saint Joseph High School        | Baltimore, Maryland       |
| Xaverian High School                  | Brooklyn, New York        |
| Our Lady of Good Counsel High School  | Wheaton, Maryland         |
| Nazareth Regional High School         | Brooklyn, New York        |